# 贝桑松主教座堂

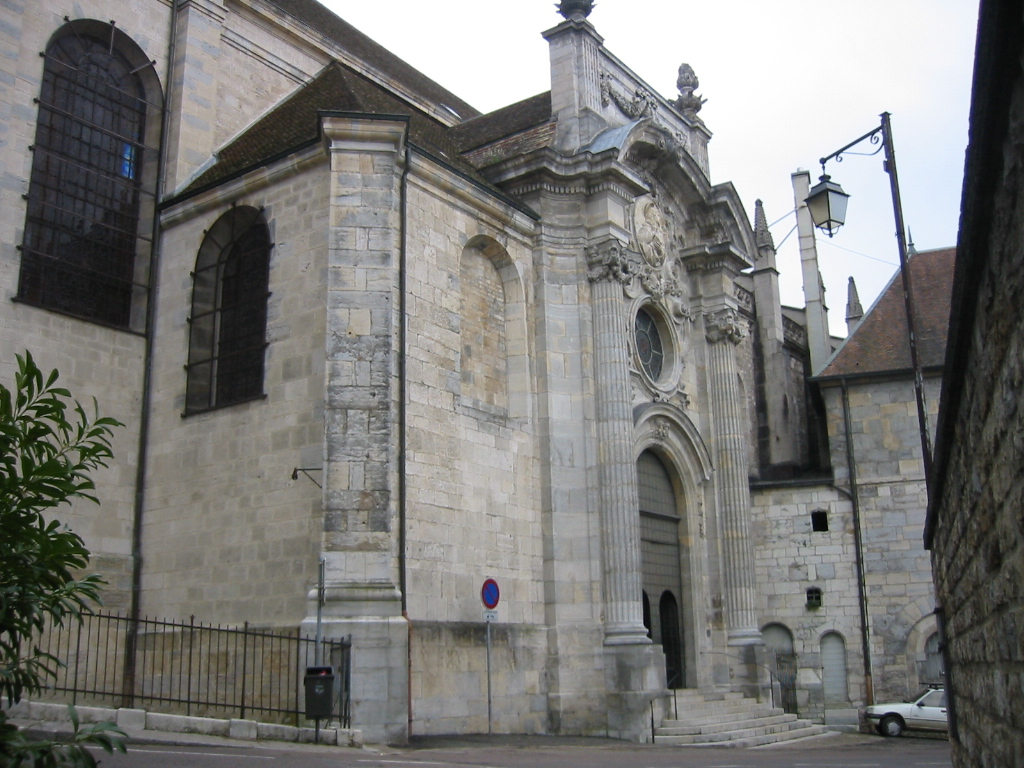
贝桑松主教座堂

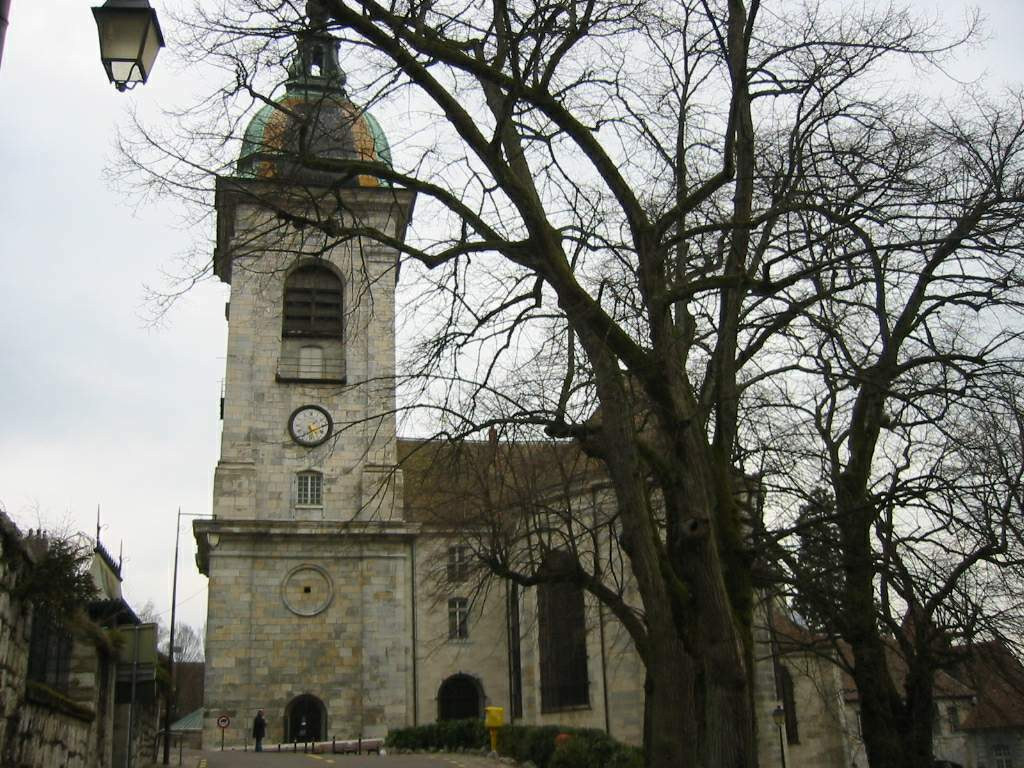
贝桑松主教座堂

贝桑松主教座堂（法语：Cathédrale Saint-Jean de Besançon）是一座天主教的主教座堂和宗座圣殿，天主教贝桑松总教区的主教座堂，位于法国东部城市贝桑松。建筑风格兼有罗曼式、哥特式和巴洛克式。查理曼建于9世纪，12世纪和18世纪重建。

## 埋葬
- 勃艮第伯爵威廉一世
- Nicholas Perrenot de Granvelle （1484—1550）
- Antoine Perrenot de Granvelle
- Louis William Valentine Dubourg
- 查尔斯·比奈枢机主教